# Коновалов Володимир Костянтинович
Володи́мир Костянти́нович Конова́лов, справжнє ім'я та по батькові — Вульф Калманович (нар. 5 лютого 1911, Надійне — пом. 29 листопада 1967) — радянський військовик, учасник Другої світової війни. Герой Радянського Союзу (1945).

## Життєпис
Народився 5 лютого 1911 року в єврейській колонії Надійне, нині Розівського району Запорізької області. Незабаром родина переїхала до Юзівки. Після закінчення 7 класу працював слюсарем на заводі. За направленням ЛКСМУ був направлений до Ленінградського військово-морського училища імені М. В. Фрунзе, яке закінчив у 1936 році.
Отримав призначення на мінний загороджувач Л-3 «Фрунзенець» старшим помічником командира.
26 червня 1941 року екіпаж підводного човна отримав перше завдання — мінні постановки біля порту Мемель. Похід виявився вдалим, на мінах підірвалися і затонули три ворожих транспорти і тральщик.
Другий похід човна 21 липня 1941 року на головну базу німецького флоту на Балтиці — Піллау. Тут на мінах були підірвані два німецьких транспорти.
У жовтні всі члени екіпажу підводного човни нагороджені орденами, командир човна і старпом нагороджені орденами Леніна. 1 березня 1943 човен став Гвардійським.
17 квітня 1945, перебуваючи в бойовому поході, човен В. К. Коновалова потопив транспортний корабель «Гойя», який 1945 році під час операції «Ганнібал» використовувався, як евакуаційний корабель, що евакуював людей на захід зі східної та південної Балтики. «Гойя» був позначений як шпитальне судно і перевозив понад 1000 лікарняних ліжок для дуже важко поранених солдатів. В ході атаки, яка є злочином згідно Женевської конвенції, загинуло близько 7000 евакуйованих цивільних, поранених солдатів і військовослужбовців.
Всього за час війни човен потопив 25 суден (серед яких міноносець T34 і 4 транспорти, 2 інших судна і підводний човен U-416) загальною водотоннажністю 52 тис. тонн. Ще 4 судна були пошкоджені.
Після війни закінчив військово-морську академію, служив командиром дивізіону підводних човнів. У 1963 капітан I рангу В. К. Коновалов спрямований на Північний флот.
7 травня 1966 року присвоєно військове звання «контрадмірал», він переведений у Ленінградське вище училище підводників на посаду заступника начальника училища з навчальної роботи.
Помер у Ленінграді 29 листопада 1967 року.

## Нагороди
Указом Президії Верховної Ради СРСР від 8 липня 1945 року «за зразкове виконання бойових завдань командування на фронті боротьби з німецькими загарбниками та виявлені при цьому відвагу і героїзм», гвардії капітанові 3-го рангу Коновалову Володимиру Костянтиновичу присвоєне звання Героя Радянського Союзу з врученням ордена Леніна і медалі «Золота Зірка» (№ 3295).
Нагороджений трьома орденами Леніна (22.09.1942, 08.07.1945, 30.12.1956), двома орденами Червоного Прапора (22.12.1944, 26.02.1953), орденами Ушакова 2-го ступеня (13.03.1945), Вітчизняної війни 1-го ступеня (18.12.1942), Червоної Зірки (06.11.1947) і медалями.